# Richmond Gosselin
Pour les articles homonymes, voir Gosselin.
Richmond Gosselin, dit Rich Gosselin, né le 25 avril 1956 à Saint-Pierre, Manitoba au Canada, est un joueur professionnel canadien de hockey sur glace devenu entraîneur.

## Repêchage
En 1976, il est choisi au cours du repêchage de la Ligue nationale de hockey par les Canadiens de Montréal en 7e ronde, 118e position.

## Carrière comme joueur
- 1973-1976 Flin Flon Bombers (LHOu)
- 1978-1979 Flin Flon Bombers (LHOu) et Jets de Winnipeg (AMH)
- 1979-1980 HC La Chaux-de-Fonds (LNA)
- 1980-1984 HC Bienne (LNA)
- 1985-1986 Fribourg-Gottéron (LNA)
- 1986-1988 HC Grindenwald (1e Ligue)
- 1988-1989 HC Martigny (LNB)

## Carrière comme entraîneur
- HC Martigny (LNB) (assistant)
- HC Ajoie (LNA et LNB)
- Eisbären Berlin (DEL) (assistant)
- EV Zoug (LNA) (assistant)
- HC Bâle (LNA) (assistant)
- HC Sierre-Anniviers (LNB)
- CG Cortina (Serie A)

## Distinctions
- Membre de l'équipe d'étoiles LHJMQ East en 1976
- Membre de équipe d'étoiles EHL en 1979 et 1980
- Membre de équipe d'étoiles EHL en 1982
- Trophée Bobby Orr (Most Valuable défenseurs - CHL) en 1982
- Meilleur buteur LNA 1982-83 et 1983-84 avec le HC Bienne

## Palmarès
- Champion Suisse LNA en 1983 avec HC Bienne